# Редень (Ботошань)
Редень, Редені (рум. Rădeni) — село у повіті Ботошані в Румунії. Входить до складу комуни Фрумушика.
Село розташоване на відстані 347 км на північ від Бухареста, 31 км на південний схід від Ботошань, 65 км на північний захід від Ясс.

## Населення
За даними перепису населення 2002 року у селі проживали 1007 осіб, усі — румуни. Усі жителі села рідною мовою назвали румунську.